# Резолюция Генеральной Ассамблеи ООН 4686
Резолюция 4686 Генеральной Ассамблеи ООН (Резолюция 46/86) под заголовком «Ликвидация расизма и расовой дискриминации» была принята 16 декабря 1991 года Генеральной Ассамблеей ООН. Она отменила свою резолюцию 3379 (ХХХ) от 10 ноября 1975 года, утверждавшую, что сионизм — это форма расизма и расовой дискриминации.
Израиль обуславливал своё согласие на участие в Мадридской мирной конференции 1991 года отменой резолюции 3379.

## Итоги голосования
За принятие резолюции проголосовало 111 государств, против — 25, воздержалось — 13.
Страны-инициаторы
Австралия, Австрия, Албания, Антигуа и Барбуда, Аргентина, Багамские Острова, Барбадос, Беларусь, Бельгия, Белиз, Болгария, Боливия, Бразилия, Бурунди, Великобритания, Венгрия, Венесуэла, Гамбия, Гайана, Гватемала, Германия, Гондурас, Гренада, Греция, Дания, Доминика, Доминиканская Республика, Заир, Замбия, Израиль, Исландия, Испания, Ирландия, Италия, Канада, Кипр, Колумбия, Коста Рика, Латвия, Либерия, Литва, Лихтенштейн, Люксембург, Мадагаскар, Малави, Мальта, Маршалловы Острова, Мексика, Мозамбик, Монголия, Никарагуа, Нидерланды, Новая Зеландия, Норвегия, Панама, Папуа — Новая Гвинея, Парагвай, Перу, Польша, Португалия, Республика Корея, Руанда, Румыния, Сальвадор, Самоа, Свазиленд, Сент-Винсент и Гренадины, Сент-Китс и Невис, Сент-Люсия, Сьерра-Леоне, Сингапур, Соломоновы Острова, СССР, Суринам, США, Украина, Уругвай, Федеративные Штаты Микронезии, Финляндия, Франция, Центральноафриканская Республика, Чехословакия, Чили, Швеция, Эквадор, Эстония, Югославия, Ямайка, Япония.
За
страны-инициаторы, а также Бенин, Бутан, Ботсвана, Габон, Гаити, Индия, Кабо-Верде, Камбоджа, Камерун, Кения, Конго, Кот-д’Ивуар, Лесото, Мадагаскар, Намибия, Непал, Нигерия, Сан-Томе и Принсипи, Сейшелы, Таиланд, Того, Фиджи, Филиппины.
Против
Афганистан, Алжир, Бангладеш, Бруней, Вьетнам, Иордания, Индонезия, Ирак, Иран, Йемен, Катар, Корейская Народно-Демократическая Республика, Куба, Ливан, Ливия, Мавритания, Малайзия, Мали, Объединённые Арабские Эмираты, Пакистан, Саудовская Аравия, Сирия, Сомали, Судан, Шри-Ланка.
Воздержались
Ангола, Буркина-Фасо, Гана, Зимбабве, Лаос, Маврикий, Мальдивы, Мьянма, Тринидад и Тобаго, Турция, Уганда, Танзания, Эфиопия.
Отсутствовали
Бахрейн, Вануату, Гвинея, Гвинея-Бисау, Джибути, Египет, Китайская Народная Республика, Коморы, Кувейт, Марокко, Нигерия, Оман, Сенегал, Тунис, Чад.

## Выступления в поддержку
Президент США Джордж Буш лично представил ходатайство об аннулировании Резолюции 3379, заявив, в частности:
Теперь впервые, у нас есть реальный шанс выполнить цель Устава ООН […]

Мы должны серьезно отнестись к основополагающему принципу Устава: «проявлять терпимость и жить вместе в мире друг с другом, как добрые соседи».

Резолюция ГА ООН 3379, приравняв сионизм к расизму, насмехалась … над принципами, на которых была создана Организация Объединенных Наций. И я выступаю за её отмену. Сионизм это не политика, это идея, которая привела к созданию очага для еврейского народа, государства Израиль. И приравнять сионизм к невыносимым грехам расизма, значит исказить историю и забыть ужасное положение евреев как во время Второй мировой войны, так и, по сути, на протяжении истории. Ставить на одну доску сионизм и расизм, значит отказаться от самого Израиля, достойного члена ООН.

ООН не может утверждать, что стремится к миру, и в то же подвергать сомнению право Израиля на существование. Безусловная отмена этой резолюции повысит её авторитет ООН, и послужит делу мира.

В 1998 году Генеральный секретарь ООН Кофи Аннан назвал резолюцию 3379 «низшей точкой в отношениях Израиля и Объединённых Наций, сказав, что её отрицательные последствия трудно переоценить».

## Критика
По мнению советского и российского учёного, доктора исторических наук, профессора Александра Барышева, резолюция 46/86 была принята без всяких объяснений со стороны Генеральной Ассамблеи ООН, что связано с изменившимися международными условиями и «яростным» давлением США, являющихся центром мирового сионизма и империализма. Мнение о давлении США подтверждает израильский учёный-политолог Йоханан Манор, со ссылкой на «Jerusalem Post» сообщающий о том, что послам США в других странах были даны инструкции: предупредить, что отказ голосовать за отмену резолюции 3379 может сказаться на отношениях этих стран с США.